# Dominanza apicale

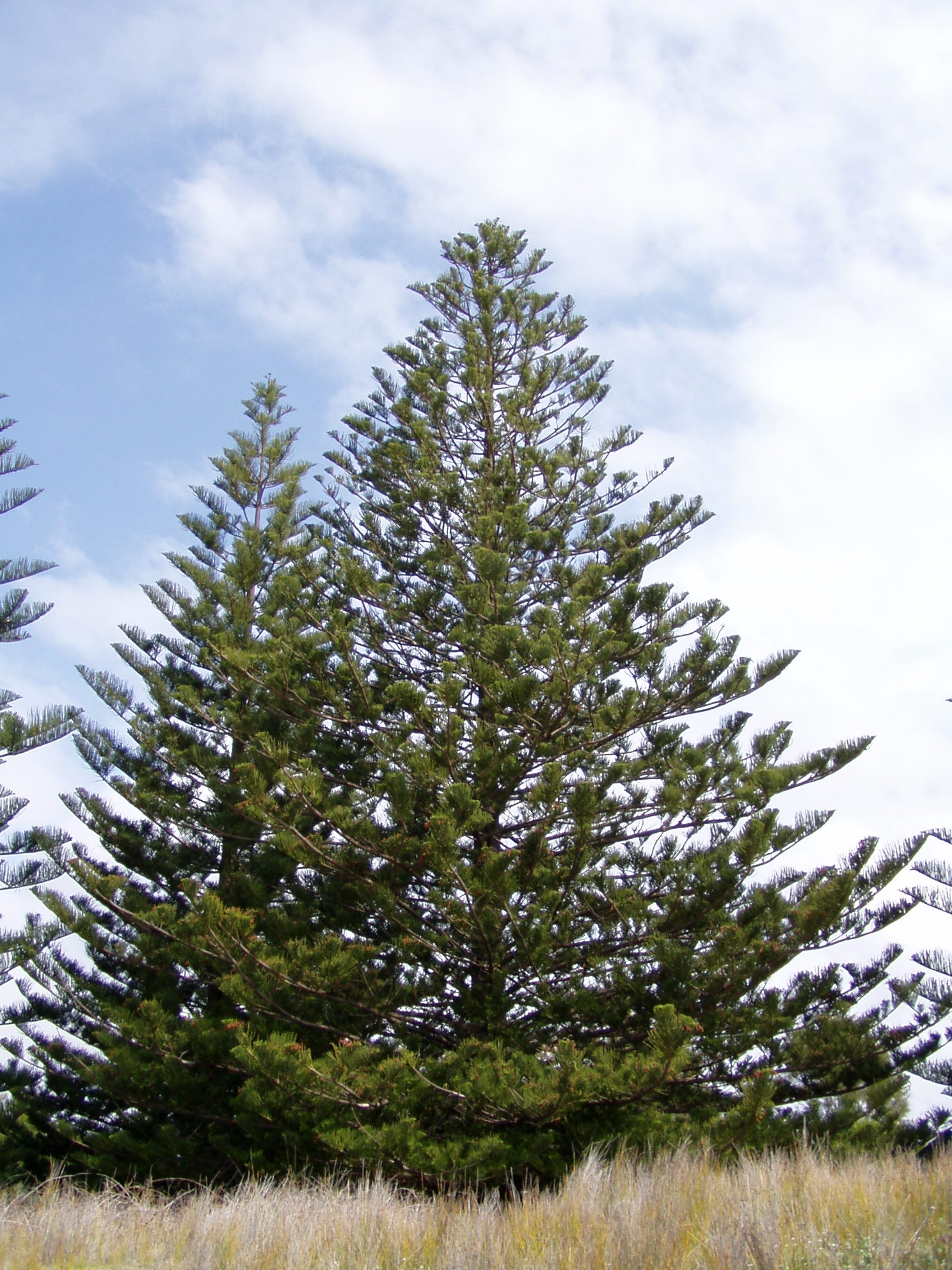
Il fenomeno della dominanza apicale è evidente in molte Conifere. In questa Araucaria si nota il fusto dominante centrale ed una serie di rami disposti in palche orizzontali

La dominanza apicale è quel fenomeno fisiologico vegetale in cui l'apice vegetativo inibisce e controlla (da qui il termine "dominanza") lo sviluppo delle gemme laterali, regolando quindi la forma della pianta stessa.
Gli apici vegetativi sintetizzano auxine che inibiscono lo sviluppo delle gemme laterali e quindi dei rami, mano a mano che ci si allontana dai meristemi apicali la concentrazione delle auxine diminuisce e con questa la dominanza apicale, questo fa sì che i rami più vicini al terreno si sviluppino maggiormente. La radice invece sintetizza citochinine (responsabili del risveglio vegetativo della pianta), che al contrario diminuiscono la dominanza apicale.
Quando l'apice vegetativo viene rimosso, il livello di auxine cala di colpo, questo evento comporta che la dominanza apicale venga inibita e che le gemme laterali si sviluppino. Dopo un certo lasso di tempo una gemma laterale si svilupperà più delle altre, diventando essa stessa il nuovo apice vegetativo che a sua volta produrrà nuovamente auxine instaurando una nuova dominanza apicale.
L'abolizione della dominanza apicale è comune nei boschi cedui in cui gli individui assumono aspetto arbustivo per la crescita di gemme laterali nella parte bassa del tronco. Se si interrompe la pratica di taglio, una gemma assume nuovamente la dominanza e ripristinare la forma tipica.